# Пламмер, Кен
Кен Пламмер (4 апреля 1946 — 4 ноября 2022) — британский социолог. Работал профессором социологии в Эссекском универститете в течение 30 лет.. В 1998 году он стал одним из основателей журнала Sexualities и его первым редактором. Его исследования были сосредоточены на критических исследованиях сексуальности, исследованиях ЛГБТ+ и нескольких криминологических темах. Он опубликовал около 15 книг и более ста научных статей.
Вдохновленный радикальными социальными движениями 1970-х годов, он стал пионером в применении идей социального конструктивизма к пониманию сексуальности. Вместе с Мэри Макинтош, Джеффри Уикс и другими Кен переосмыслил гомосексуальность как социально стигматизированный аспект человеческого опыта, а не как болезнь, как это было принято считать в то время.
Кен был сторонником символического интеракционизма, суть которого, по словам Кена, заключается в том, что «человеческие существа всегда вовлечены в непрерывно изменяющиеся социальные явления». Он считал, что рассказывание историй играет центральную роль в том, как люди действуют в мире и осмысливают свой опыт. В своей книге 1995 года «Рассказывая сексуальные истории» Кен связал рост числа историй об изнасилованиях, каминг-аутах, трансгендерного перехода и, в целом, «культуры сексуальных историй», с тем, что наблюдается большая готовность обсуждать публично то, что в прошлом могло считаться личным. Он проанализировал, как общественные движения способствуют тому, что определённые виды ранее запретных историй выходят на публичную арену, и утверждал, что выслушивание историй других людей помогает создать эмпатию к их опыту.

## Книги
- Sexual Stigma (1975)[6]
- The Making of the Modern Homosexual (1981)[7]
- Telling Sexual Stories (1995)[8]
- Documents of Life (2001)
- Intimate Citizenship (2003)[9]
- Sociology: The Basics (2010)[10]